# Acestrocephalus pallidus
Acestrocephalus pallidus är en fiskart som beskrevs av Menezes 2006. Acestrocephalus pallidus ingår i släktet Acestrocephalus och familjen Characidae. Inga underarter finns listade i Catalogue of Life.